# Жанабулак
Жанабула́к (каз. Жаңабұлақ) — село у складі Акжаїцького району Західноказахстанської області Казахстану. Адміністративний центр Жанабулацького сільського округу.
У радянські часи село називалося Кожехарово.
Населення — 1075 осіб (2021; 1248 у 2009, 1465 у 1999, 1455 у 1989).